# Берли, Йозеф
Йозеф Берли (нем. Joseph Beerli; 22 декабря 1901 — 4 сентября 1967) — швейцарский бобслеист, чемпион зимних Олимпийских игр 1936 года среди экипажей четвёрок, серебряный призёр зимних Олимпийских игр 1936 года среди экипажей двоек.

## Биография
Берли занимался скелетоном и бобслеем, однако славу ему принёс бобслей. В 1935 году он завоевал серебряную медаль в экипаже четвёрок с Шарлем Бувье, Пьером Мюзи и Арнольдом Гартманном. Этот же экипаж стал олимпийскими чемпионами 1936 года в Гармиш-Партенкирхене, а также Берли выиграл серебряные медали с Фрицем Файерабендом в экипажах-двойках. В 1938 году Беерли и Файерабенд взяли бронзовые медали чемпионата мира, а в 1939 года выиграли титул чемпионов мира вместе с Хайнцом Каттани и Альфонсом Хёрнингом.
В послевоенные годы Берли продолжил карьеру бобслеиста, снова став чемпионом мира в 1947 году в экипажах четвёрок. После карьеры бобслеиста открыл спортивный магазин, которым управлял до своей кончины.